# Howit
Howit – wieś w Armenii, w prowincji Szirak. W 2011 roku liczyła 566 mieszkańców.